# Kay Raseroka
Helen Kay Raseroka, també coneguda com Kay Raseroka   (KwaZulu-Natal, 1945) és una bibliotecària sud-africana, nacionalitzada botswanesa. Va ser presidenta de la Federació Internacional d'Associacions de Biblioteca i Institucions (IFLA) de 2003 a 2005, sota el lema "Biblioteques per a una alfabetització per a tota la vida" (en anglès "Libraries for Lifelong Literacy").

## Trajectòria professional
Kay Raseroka va treballar en el sector de les biblioteques i els serveis d'informació durant més de dues dècades, realitzant contribucions tant a nivell local com a internacional. Va exercir com a Directora de Serveis de Biblioteques i Informació a la Universitat de Botswana fins al 2010.
Va ocupar el càrrec de presidenta de la Federació Internacional d'Associacions i Institucions de Biblioteques (IFLA), sent la primera candidata d'Àfrica, entre 2003 i 2005. És membre de la Junta de Síndics de la Xarxa Internacional per a la Disponibilitat de Publicacions Científiques.
Va ser membre fundador de l'Associació de Biblioteques de Botswana i regionalment, presidenta fundadora de la Conferència Permanent de Bibliotecaris Nacionals i Universitaris d'Àfrica Oriental, Central i Meridional. (INASP) També va exercir com a membre de la Junta de CODE Canada, una organització d'alfabetització internacional per a nens que treballa amb socis en zones del món en desenvolupament per recolzar un entorn alfabetitzat sostenible. També va servir com a membre del Premi NOMA per a la publicació africana i va fundar el fideïcomís d'informació per a nens de Botswana. Ha dedicat més de trenta-cinc anys de la seva vida a promoure la importància de la informació oral i els sistemes d'aprenentatge en les comunitats indígenes. En reconeixement de les seves contribucions, va ser guardonada amb el Doctorat Honoris causa de Dret de la Universitat d'Alberta (Canadà). Actualment, exerceix com a membre d'un equip de recerca multidisciplinari que treballa per a la formulació de la Política Nacional de Sistemes de Coneixement Indígena.

### Grups
Ha participat en el Grup d'Interès de Biblioteques de Dades de Recerca de la RDA (Recursos: Descripció i Accés) a través del qual es va advocar per la sensibilització dels bibliotecaris sobre les Dades Obertes. Això va donar lloc a una sessió patrocinada conjuntament en la qual es va realitzar una presentació titulada “23 Coses: Biblioteques per a dades de recerca”, al Congrés Mundial d'Informació i Biblioteques de la IFLA celebrat a Ciutat del Cap el 2015.
Va participar en les etapes formatives del grup d'interès sobre infraestructures de computació en el núvol per al desenvolupament de la recerca mundial (DWR) i en el procés es va presentar a CODATA, que és un soci de RDA. Gràcies a la seva associació amb aquests dos organismes, va poder vincular a Botswana, a través de Joint Minds Consult, per sensibilitzar la Comunitat de Recerca a Botswana sobre la necessitat de coordinar les dades de recerca per permetre l'accessibilitat, la usabilitat i la interoperabilitat a través de l'acceptació global principis de dades obertes / ciència oberta (ODOS). Com a Directora de Desenvolupament i Gestió del Coneixement en Joint Minds Consult, ha proporcionat el lideratge per guiar el discurs sobre Dades Obertes i Ciència Oberta a Botswana. Com a resultat, Joint Minds Consult ha tingut un paper de lideratge en la formació del discurs a nivell nacional.

### Participacions
La carrera de Kay Raseroka inclou ser la primera presidenta africana de la Federació Internacional d'Associacions i Institucions Bibliotecàries (IFLA). És membre del Consell Assessor de Serveis Bibliotecaris de Lubutu Library Partners; membre del Chartered Institute of Library and Information Professionals (CILIP) del Regne Unit; membre de l'Associació de Biblioteques de Nigèria (FNLA) i membre de l'Associació de Biblioteques de Sud-àfrica (LIASA). També va fundar el Bostwana's Children's Information Trust i ha dedicat més de 35 anys a promoure la importància de l'aprenentatge oral en les comunitats indígenes. A més, la seva trajectòria està basada en la difusió inclusiu del coneixement, per tal que aquest arribi a tots els grups de la societat africana.

## Premis i distincions
El 7 de juny de 2010, Kay Raseroka va rebre el títol de Doctor Honorari en Dret per la Universitat d'Alberta, Canadà.

## Treballs publicats
- Hayden, C., & Raseroka, H. (1988). The Good and the Bad: Two Novels of South Africa. Children’s Literature Association Quarterly, 13, 57-60. [enllaç sense format] https://doi.org/10.1353/chq.0.0619
- Raseroka, H. (1992). The Standing Conference of Eastern Central and Southern Librarians: A critical assessment. Information Development - INF DEV, 8, 30-34. [enllaç sense format] https://doi.org/10.1177/026666699200800107
- Raseroka, H. K. (1993). The Role and Purpose of the University Library in a Rapidly Changing Information Environment with Reference to the Eastern and Southern African Region. IFLA Journal, 19(1), 50.
- Raseroka, H. K. (1994). Changes in public libraries during the last twenty years: An African perspective. Libri, 44(2), 153.
- Raseroka, H. (1995). Ten Years of Information Development in East, Central and Sota o th ern Africa. Information Development - INF DEV, 11, 56-59. [enllaç sense format] https://doi.org/10.1177/026666699501100112.
- Raseroka, K. (1997). Challenges of an Interactive Environment in the Context of Developing Countries in sub-Saharan Africa. International Information and Library Review, 29(3–4), 487.
- Bloss, M. I., Hegedus, P., Law, D., Nilsen, S., Raseroka, K., Rodriguez, A., & Wu, J. (2000). IFLA Advisory Group on Division 8.
- Raseroka, H. K. (2001). Lifelong Learning: Bridging the Digital Divideix and Planning for the Future. IFLA Journal, 27(5/6), 328.
- Raseroka, H. (2001). Seizing the Moment: Issues and Opportunities towards the Creation of an Information Society. Ifla Journal, 27, 322-327. [enllaç sense format] https://doi.org/10.1177/034003520102700507
- Raseroka, K. (2003). «Not in My Wildest Dreams»: IFLA Journal interviews Kay Raseroka. Ifla Journal, 29, 205-208. [enllaç sense format] https://doi.org/10.1177/034003520302900302
- Raseroka, K. (2003). Libraries for Lifelong Literacy: IFLA Presidential Theme 2003-2005. IFLA Journal, 29(2), 109.
- Raseroka, Kay [Open Access: what does it pixen for developing countries? - Roundtable]., 2003 . In Open Access to Scientific and Technical Information: State of the Art and Future Trends, Paris, 23-24 January 2003. [Presentation]. [enllaç sense format] http://eprints.rclis.org/4578/
- Raseroka, K. (2004). World Library And Information Congress, Buenos Aires, Argentina, August 2004: Opening Address. IFLA Journal, 30(4), 272–274. [enllaç sense format] https://doi-org.proxy.timbo.org.uy/10.1177/034003520403000402.
- Raseroka, K. (2005). President’s Report. In IFLA Journal (Vol. 31, Issue 4, pàg. 350–254). [enllaç sense format] https://doi-org.proxy.timbo.org.uy/10.1177/0340035205061400.
- Raseroka, K. (2005). From the Secretariat. IFLA Journal, 31(1), 96–97.
- Raseroka, K. (2005). Africa to Africa: building its knowledge community. African Research and Documentation, (99), 3-11.
- Raseroka, K., Byrne, A., & Lor, P. (2005). IFLA Governing Board: Outcomes of the March 2005 Meeting. IFLA Journal, 31(3), 274.
- Raseroka, K., Bowden, R., Abeysinghe, W. A., Amarasiri, O., & Were, J. (2005). Tsunami News. IFLA Journal, 31(1), 93–94. [enllaç sense format] https://doi-org.proxy.timbo.org.uy/10.1177/0340035205052653.
- Raseroka, K. (2006). Access to information and knowledge. Human rights in the global information society, 91-105.
- Raseroka, K. (2006). Information Literacy Development within Oral Cultures: Challenges and Opportunities within a Southern African Country. [enllaç sense format] https://archive.ifla.org/iv/ifla72/papers/082-raseroka-en.pdf
- Raseroka, K. (2008). Information transformation Africa: Indigenous knowledge – Securing space in the knowledge society. International Information and Library Review, 40(4), 243–250. [enllaç sense format] https://doi-org.proxy.timbo.org.uy/10.1016/j.iilr.2008.09.001
- Raseroka, H. K., & Mutula, S. M. (2012). 2.2 Bostwana Retracing the Impact of Information Communications Technology on Academic Libraries in Sub-Saharan Africa: Case Study of the University of Bostwana Library. Libraries in the early 21st century, volume 2: An international perspective, 2, 129.
- Raseroka, K. (2015, July). Leadership Excellence in African Librarianship. In AfLIA| IST AfLIA INTERNATIONAL CONFERENCE.